# Lịch sử sự sống
Lịch sử tiến hóa của sự sống trên Trái Đất là quá trình mà cả sinh vật sống lẫn sinh vật hóa thạch tiến hóa kể từ khi sự sống xuất hiện trên hành tinh, cho tới hiện tại. Trái Đất hình thành khoảng 4,5 tỉ năm trước và các bằng chứng cho thấy sự sống hình thành trước 3,7 tỉ năm. Mặc dù có một số bằng chứng gợi ra rằng sự sống xuất hiện sớm tận 4,1 tới 4,28 tỉ năm trước, bằng chứng này vẫn gây tranh cãi do các cơ chế phi sinh học có thể đã tạo nên những hóa thạch này. Sự tương đồng giữa tất cả các sinh vật ngày nay ám chỉ rằng sự tồn tại của một tổ tiên chung mà tất cả các sinh vật đã biết đều tách ra từ nó thông qua quá trình tiến hóa. Ước tính hơn 99 phần trăm tất cả các loài, lên đến hơn năm tỉ loài, từng sinh sống trên Trái Đất đã tuyệt chủng. Các ước tính về số lượng các loài hiện tại của Trái Đất dao động từ 10 triệu tới 14 triệu, trong đó ước tính 1,9 triệu đã được định danh và 1,6 triệu được ghi nhận trong cơ sở dữ liệu trung tâm cho tới hiện tại. Gần đây hơn, vào tháng 5 năm 2016, các nhà khoa học đã báo rằng 1 triệu triệu loài được ước tính sống trên Trái Đất vào thời điểm hiện tại với chỉ một phần một nghìn của một phần trăm được mô tả.
Bằng chứng sớm nhất về sự sống trên Trái Đất là các dấu hiệu cacbon có nguồn gốc sinh vật và hóa thạch stromatolit được phát hiện trong những tảng đá sau trầm tích 3,7 tỉ năm tuổi được tìm thấy ở phía tây Greenland. Vào năm 2015, "tàn tích của đời sống sinh vật" được phát hiện ra có khả năng nằm trong những tảng đá 4,1 tỉ năm tuổi tại Tây Úc. Vào tháng 3 năm 2017, các nhà nghiên cứu đã báo cáo về bằng chứng của thứ có khả năng là dạng sống cổ nhất trên Trái Đất. Thứ được cho là các vi sinh vật hóa thạch đã được phát hiện ra trong kết tủa miệng phun thủy nhiệt tại Vành đai Greenstone của Nuvvuagittuq thuộc Quebec, Canada, chúng có lẽ đã sống sớm nhất là 4,280 tỉ năm trước, và không lâu sau sự hình thành của Trái Đất 4,54 tỉ năm trước. Theo nhà sinh vật học Stephen Blair Hedges, "Nếu sự sống xuất hiện tương đối nhanh trên Trái Đất... thì điều đó có thể phổ biến trong vũ trụ."
Thảm vi sinh vật gồm vi khuẩn và cổ khuẩn cùng sinh sống là dạng sống thống trị vào đầu Liên đại Thái cổ và nhiều bước quan trọng trong quá trình tiến hóa thời kì đầu được các nhà khoa học nghĩ rằng đã diễn ra bên trong chúng. Sự tiến hóa của quang hợp, khoảng 3,5 tỉ năm trước, cuối cùng đã dẫn tới một sự tích tụ sản phẩm thải của nó, khí oxy, trong khí quyển, dẫn tới thảm họa oxy, bắt đầu khoảng 2,4 tỉ năm trước. Bằng chứng sớm nhất của sinh vật nhân thực (tế bào phức tạp với bào quan) có niên đại từ 1,85 tỉ năm trước, và trong khi chúng có thể đã có mặt từ sớm hơn như thế, sự đa dạng hóa của chúng đã tăng tốc khi chúng bắt đầu sử dụng khí oxy trong quá trình trao đổi chất của mình. Sau đó, khoảng 1,7 tỉ năm trước, sinh vật đa bào bắt đầu xuất hiện, với các tế bào phân hóa thực hiện các chức năng chuyên biệt. Sinh sản hữu tính, quá trình yêu cầu sự kết hợp của tế bào sinh sản đực và cái (giao tử) để tạo ra một hợp tử trong một quá trình gọi là thụ tinh là, đối nghịch với sinh sản vô tính, phương pháp sinh sản chính cho đại đa số các sinh vật có thể nhìn bằng mắt thường, bao gồm hầu hết tất cả sinh vật nhân thực (tức bao gồm cả động vật và thực vật). Tuy nhiên nguồn gốc và sự tiến hóa của sinh sản hữu tính vẫn còn là một câu đố đối với các nhà sinh học mặc dù nó đúng là đã tiến hóa từ một tổ tiên chung là một loài nhân thực đơn bào. Động vật đối xứng hai bên, loại động vật có mặt trước và mặt sau, xuất hiện vào khoảng 555 triệu năm trước.
Thực vật trên cạn phức tạp sớm nhất có niên đại vào khoảng 850 triệu năm trước, từ các đồng vị cacbon trong đá thuộc kỉ Tiền Camri, trong khi các loài thực vật trên cạn đa bào dạng tảo thì có niên đại thậm chí là vào khoảng 1 tỉ năm trước, mặc dù bằng chứng đã gợi ra rằng các vi sinh vật đã tạo nên các hệ sinh thái trên cạn sớm nhất, ít nhất 2,7 tỉ năm trước. Các vi sinh vật được cho là đã lát đường cho sự khởi đầu của thực vật trên cạn vào Kỷ Ordo. Thực vật trên cạn quá thành công tới nỗi chúng được cho là đã góp phần vào sự kiện tuyệt chủng Devon muộn. (Chuỗi quan hệ nhân quả dài có vẻ như đã bao gồm cả sự thành công của loài cây cổ đại archaeopteris (1) kéo mức CO2 xuống, dẫn tới hiện tượng mát dần toàn cầu và giảm mực nước biển, (2) rễ cây archaeopteris đã nuôi dưỡng sự phát triển của đất, điều này đã làm tăng hiện tượng phong hóa đá, và việc thoát chất dinh dưỡng vào đất xảy ra sau đó có thể đã gây ra hiện tượng nước nở hoa dẫn tới những sự kiện thiếu oxy khiến sự sống dưới đại dương bị chết đi. Các loài dưới biển là nạn nhân chính của sự kiện tuyệt chủng Devon muộn.)
Khu hệ Ediacara xuất hiện trong thời kỳ Kỷ Ediacara, trong khi động vật có xương sống, cùng với hầu hết các ngành hiện đại khác có nguồn gốc vào khoảng 525 Ma trong cuộc bùng nổ kỷ Cambri. Trong suốt Kỷ Permi, động vật Một cung bên, bao gồm tổ tiên của các loài động vật có vú, đã thống trị mặt đất, nhưng hầu hết những thành viên của nhóm này đã tuyệt chủng trong sự kiện tuyệt chủng kỷ Permi-kỷ Trias 252 Ma. Trong quá trình hồi phục từ thảm họa này, thằn lằn chúa trở thành động vật không xương sống trên cạn dồi dào nhất; một nhóm thằn lằn chúa, khủng long, đã thống trị thời kỳ Kỷ Jura và Creta. Sau khi sự kiện tuyệt chủng kỷ Phấn Trắng - Cổ Cận 66 Ma giết đi những loài khủng long không biết bay, động vật có vú nhanh chóng tăng trưởng về kích cỡ và sự đa dạng. Những sự kiện tuyệt chủng hàng loạt như thế có thể đã thúc đẩy quá trình tiến hóa bằng việc cung cấp cơ hội đa dạng hóa cho những nhóm sinh vật mới.

## Lịch sử ban đầu của Trái Đất
Những mảnh vẫn thạch cổ nhất tìm thấy trên Trái Đất có tuổi vào khoảng 4,54 tỉ năm; điều này, gắn liền chủ yếu với lớn trầm tích chì cổ, đã giúp ước lượng tuổi Trái Đất vào quanh thời điểm ấy. Mặt trăng có cùng thành phần với lớp vỏ của Trái Đất nhưng lại không có lõi giàu sắt giống như Trái Đất. Nhiều nhà khoa học nghĩ rằng khoảng 40 triệu năm sau khi Trái Đất hình thành, nó đã va chạm với một thiên thể có kích cỡ Sao Hỏa, ném những nguyên liệu vụn vào quỹ đạo và hình thành nên Mặt trăng. Một giả thuyết khác là Trái Đất và Mặt trăng bắt đầu kết tụ lại cùng một lúc nhưng vì Trái Đất có lực hấp dẫn mạnh hơn Mặt trăng thuở ban đầu nên đã hút gần như toàn bộ các hạt sắt trong khu vực.
Cho tới năm 2001, những viên đá cổ nhất được tìm thấy trên Trái Đất có tuổi đời khoảng 3,8 tỉ năm, dẫn các nhà khoa học tới ước tính rằng cho tới thời điểm đó bề mặt Trái Đất đã nằm trong tình trạng nóng chảy. Do đó, họ đặt tên phần lịch sử của Trái Đất này là Liên đại Hỏa thành. Tuy nhiên, việc phân tích các zircon hình thành 4,4 tỉ năm trước đã ám chỉ rằng lớp vỏ Trái Đất đông cứng khoảng 100 triệu năm sau khi hành tinh hình thành và rằng hành tinh nhanh chóng có đại dương và một bầu khí quyển, thứ có thể đã có khả năng hỗ trợ sự sống.
Bằng chứng từ Mặt Trăng chỉ ra rằng từ 4 tới 3,8 tỉ năm trước nó đã trải qua một đợt đánh bom nặng nề muộn (Late Heavy Bombardment) bởi các mảnh vụn còn sót lại sau sự hình thành của Hệ Mặt Trời, và Trái Đất đáng lẽ đã trải qua một vụ đánh bom thậm chí còn nặng nề hơn do có lực hấp dẫn lớn hơn. Trong khi không có một bằng chứng trực tiếp nào về các điều kiện trên Trái Đất 4 tới 3,8 tỉ năm trước, chẳng có lý do nào để nghĩ rằng Trái Đất cũng bị ảnh hưởng bởi vụ đánh bom nặng nề muộn này. Sự kiện này có lẽ đã lột sạch sẽ bất kỳ bầu khí quyển hay đại dương nào tồn tại trước đó; trong trường hợp này các chất khí và nước từ các vụ va chạm sao chổi có thể đã góp phần vào sự thay thế của chúng, mặc dù khí thải ra từ núi lửa trên Trái Đất đã cung cấp ít nhất một nửa. Tuy nhiên, vào thời điểm này nếu đời sống vi trùng dưới bề mặt đã tiến hóa thì nó sẽ sống sót qua được vụ đánh bom.

## Bằng chứng sớm nhất về sự sống trên Trái Đất
Những sinh vật xác định được sớm nhất thì rất nhỏ và tương đối không có nét gì đặc biệt, và hóa thạch của chúng trông giống những cái que nhỏ, do đó rất khó để phân biệt các cấu trúc nổi lên thông qua các quá trình vật lý vô sinh. Bằng chứng không thể tranh cãi cổ nhất về sự sống trên Trái Đất, được diễn giải là vi khuẩn hóa thạch, thì có niên đại 3 tỉ năm. Các phát hiện khác trong đá có niên đại khoảng 3,5 tỉ năm trước đã được diễn giải là vi khuẩn, với bằng chứng địa hóa học cũng có vẻ như cho thấy sự hiện diện của sự sống 3,8 tỉ năm trước. Tuy nhiên, những phân tích này đã được nghiên cứu kĩ lưỡng cẩn thận, và các quá trình không sinh học được tìm thấy có khả năng đã sản sinh ra tất cả các "dấu hiệu của sự sống" từng được báo cáo. Trong khi điều này không chứng minh rằng các cấu trúc tìm thấy được có nguồn gốc không sinh học, không thể coi chúng là bằng chứng rõ ràng cho sự tồn tại của sự sống. Các dấu hiệu địa hóa học từ đá lắng đọng 3,4 tỉ năm trước đã được diễn giải là bằng chứng của sự sống, mặc dù những phát biểu này vẫn không được xem xét toàn diện bởi các nhà phê bình.
Bằng chứng về các vi sinh vật hóa thạch được coi là có tuổi đời 3,770 triệu tới 4,280 triệu năm được tìm thấy ở Nuvvuagittuq Greenstone Belt tại Quebec, Canada, mặc dù bằng chứng này bị tranh cãi là không thuyết phục.

## Tác động của các cộng đồng vi sinh vật đến tiến hóa và môi trường

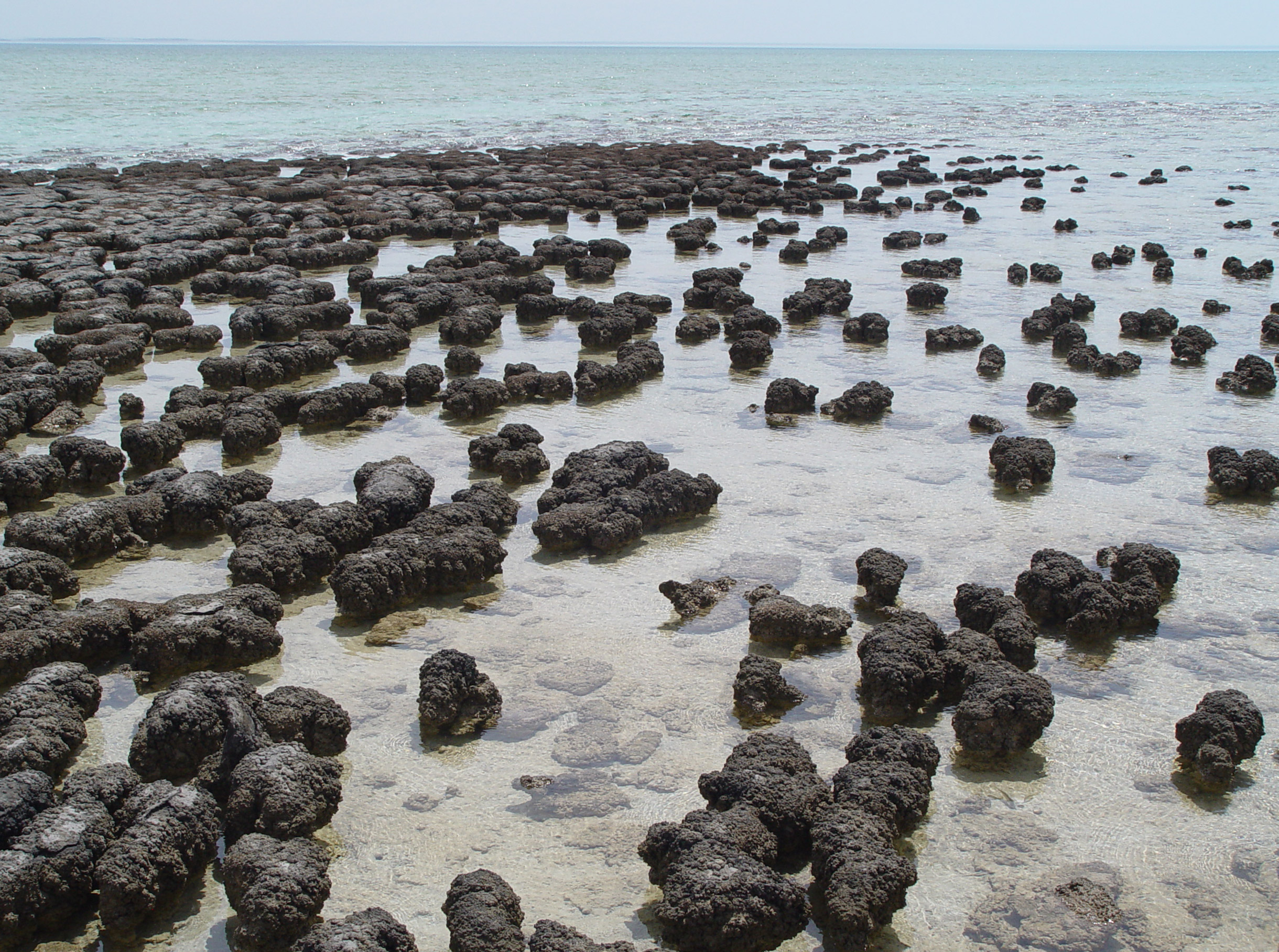
Stromatolite tại Shark Bay, Tây Úc

### Tiến hóa của sinh sản hữu tính

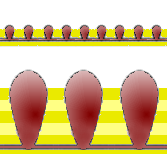
Horodyskia có thể là một chi metazoan nguyên thủy, hoặc là một tập đoàn foraminifera. Nó đã có thể tự tái cấu trúc cơ thể thành các đống to nhưng ít hơn khi các trầm tích trở nên sâu hơn quanh gốc nó.